# Stefan Winnicki (zm. 1686)
Stefan Winnicki herbu Sas (zm. w 1686 roku) – podstoli żydaczowski w latach 1683-1685, egzaktor ziemi przemyskiej w 1683 roku.
Syn Teodora. Poseł na sejm 1659 roku z ziemi przemyskiej. Poborca podatkowy ziemi przemyskiej w 1661 roku, 1669 roku, 1672 roku. Rotmistrz ziemi przemyskiej w pospolitym ruszeniu w 1667 roku, sędzia kapturowy ziemi przemyskiej w 1673 roku.
Był wyznawcą prawosławia